# Zmarli w grudniu 2009

## Grudzień 2009
- 31 grudnia
  - Gwidon Borucki, polski aktor, muzyk, piosenkarz[1]
  - Giulio Corsini, włoski piłkarz i trener piłkarski[2]
  - Cahal Daly, irlandzki kardynał, arcybiskup Armagh i prymas Irlandii
  - Justin Keating, irlandzki polityk i lekarz weterynarii, parlamentarzysta, minister przemysłu i handlu (1973–1977)[3]
- 30 grudnia
  - Mohamed Atalla, amerykański inżynier, wynalazca MOSFET
  - Peter Seiichi Shirayanagi, japoński kardynał, arcybiskup Tokio
  - Jan Krzyżowski, polski działacz partyjny, przewodniczący prezydium WRN w Ostrołęce (1980–1982)[4]
  - Abdurrahman Wahid, prezydent Indonezji (1999–2001)[5]
- 29 grudnia
  - Janina Bauman, polska pisarka żydowskiego pochodzenia[6]
- 28 grudnia
  - James Owen Sullivan, perkusista zespołu Avenged Sevenfold
  - Czesław Witkowski, polski samorządowiec, wójt gminy Stężyca (2002–2009)[7]
- 26 grudnia
  - Stefan Wesołowski, polski lekarz, chirurg-urolog
  - Yves Rocher, francuski przemysłowiec i polityk[8]
- 25 grudnia
  - Vic Chesnutt, amerykański artysta folkowy[9]
  - Tytus Karpowicz, polski pisarz[10]
  - Grigorij Bakłanow, pisarz rosyjski[11]
- 24 grudnia
  - Rafael Caldera, prezydent Wenezueli w latach 1969–1974 oraz 1994–1999[12]
- 20 grudnia
  - Hosejn Ali Montazeri, irański duchowny, ajatollah[13]
  - Brittany Murphy, aktorka amerykańska[14]
- 19 grudnia
  - Kim Peek, znany amerykański sawant autystyczny[15]
- 18 grudnia
  - Connie Hines, amerykańska aktorka; znana z serialu Ed, koń, który mówi
- 17 grudnia
  - Jennifer Jones, amerykańska aktorka; laureatka Oscara
- 16 grudnia
  - Jegor Gajdar, rosyjski polityk, premier i minister finansów Federacji Rosyjskiej (1991–1992)[16]
- 15 grudnia
  - Alan A’Court, angielski piłkarz[17]
- 14 grudnia
  - Daniel Piscopo, maltański polityk
- 13 grudnia
  - Arne Næss, norweski polityk, burmistrz Bergen (1984–1985 i 1988–1989)
  - Paul Samuelson, amerykański ekonomista
- 12 grudnia
  - Gustawa Mitelberg, ocalona z Holocaustu, autorka wspomnień
- 9 grudnia
  - Gene Barry, amerykański aktor filmowy i telewizyjny
  - Emil Kramer, szwedzki żużlowiec[18]
  - Piotr Krzywicki, polski polityk, prawnik, poseł na Sejm[19]
  - Rodrigo Carazo Odio, prezydent Kostaryki w latach 1978–1982[20]
  - Kjell Eugenio Laugerud García, prezydent Gwatemali w latach 1974–1978[20]
- 7 grudnia
  - Przemysław Kożuch, polski piłkarz i trener
  - Piotr Vail, rosyjski eseista
- 5 grudnia
  - Alfred Hrdlicka, austriacki architekt
  - Otto Graf Lambsdorff, niemiecki polityk FDP, minister gospodarki i technologii (1977–1982, 1982–1984)
  - Kálmán Markovits, węgierski piłkarz wodny, trzykrotny medalista olimpijski
  - Stanisław Woyke, polski onkolog, wychowawca wielu pokoleń lekarzy
- 4 grudnia
  - Eddie Fatu, samoański profesjonalny wrestler
  - Jerzy Lileyko, polski historyk sztuki, znawca dziejów mecenatu królewskiego i polskiego sejmu doby nowożytnej
  - Wiaczesław Tichonow, rosyjski aktor, odtwórca roli agenta Stirlitza w radzieckim serialu szpiegowskim[21]
  - Jordi Solé Tura, hiszpański polityk, minister kultury w latach 1991–1993
- 3 grudnia
  - Paula Hawkins, amerykańska polityk, działaczka Partii Republikańskiej ze stanu Floryda
  - István Iglódi, węgierski aktor
  - Richard Todd, brytyjski aktor
  - Ahmed Abdulahi Waayeel, Qamar Aden Ali, Ibrahim Hassan Addow, kolejno ministrowie edukacji, zdrowia i szkolnictwa wyższego Somali zginęli w zamachu w Mogadiszu[22]
- 2 grudnia
  - Andrzej Jastrzębiec–Kozłowski, polski poeta, literat oraz autor tekstów piosenek
  - Maggie Jones, brytyjska aktorka
  - Tadeusz Junak, polski reżyser filmowy
  - Vjekoslav Šutej, chorwacki dyrygent[23]
  - Eric Woolfson, szkocki piosenkarz i autor tekstów
  - Jozo Kriżanović, Przewodniczący Prezydium Bośni i Hercegowiny w latach 2001–2002[20]
- 1 grudnia
  - Christoph Budde, niemiecki piłkarz
  - Paul Naschy, hiszpański aktor
  - Ramses Shaffy, duński piosenkarz
  - Éva Szörényi, węgierska aktorka
  - Wiesław Witecki, polski działacz państwowy, nauczyciel i sportowiec, żołnierz Armii Krajowej, naczelnik Lipna (1974–1979)[24]
- data dzienna nieznana
  - Ryszard Mieloch, polski samorządowiec i rolnik, burmistrz Milicza (2002–2006, 2007–2009)[25]